# Шупер, Вячеслав Александрович
Шупер Вячеслав Александрович (род. 9 октября 1953, Москва) — российский географ, специалист по теоретической географии и теории центральных мест, автор релятивистской теории центральных мест.

## Биография
Родился в 1953 году в Москве. В 1969—1971 гг. учился в Школе юных географов при географическом факультете МГУ.
В 1976 году закончил географический факультет МГПИ им. В. И. Ленина, дипломная работа «Некоторые аспекты математического моделирования процесса освоения Северо-Востока СССР» была опубликована в журнале «Известия АН СССР. Серия географическая» и переведена в США в журнале «Soviet Geography».
В 1977—1981 гг. — учился в аспирантуре ИГАН под руководством Ю. В. Медведкова. С 1978 года начал работать в лаборатории экологии человека ИГАН. В 1981 г. защитил кандидатскую диссертацию на тему «Исследование метрики социально-географического пространства (на примере Центра Европейской части РСФСР)».
С 1995 г. — в.н.с. отдела социально-экономической географии ИГ РАН.
В 1984—1991 гг. как ученый секретарь организовывал и проводил сессии Комитета по методологическим проблемам географии при Президиуме Географического общества СССР в различных городах СССР. Впоследствии регулярные междисциплинарные обсуждения теоретико-методологических проблем географии были продолжены в формате Сократических чтений.
В 1990 г. защитил докторскую диссертацию на тему «Устойчивость пространственной структуры систем городского расселения».
В 1991 г. основал географический факультет Российского открытого университета и стал его деканом, позднее — научным руководителем (вплоть до реорганизации факультета в 1997 г.).
В 1992, 1998 и 1999 гг. читал лекции в Университете Париж-Х.
В 1999—2013 гг. — профессор кафедры региональной экономики и географии РУДН.
В 2013—2018 гг. — профессор кафедры экономической и социальной географии России МГУ.
Член экспертного совета Высшей аттестационной комиссии по наукам о Земле.
Автор более 200 научных публикаций на русском, английском и французском языках, а также ряда научно-популярных и публицистических статей.

## Основные работы
Шупер В. А. Самоорганизация городского расселения. — М.: Российский открытый университет, 1995. — 166 с. — ISBN 5-204-00049-6.